# Wilhelm von Plettenberg

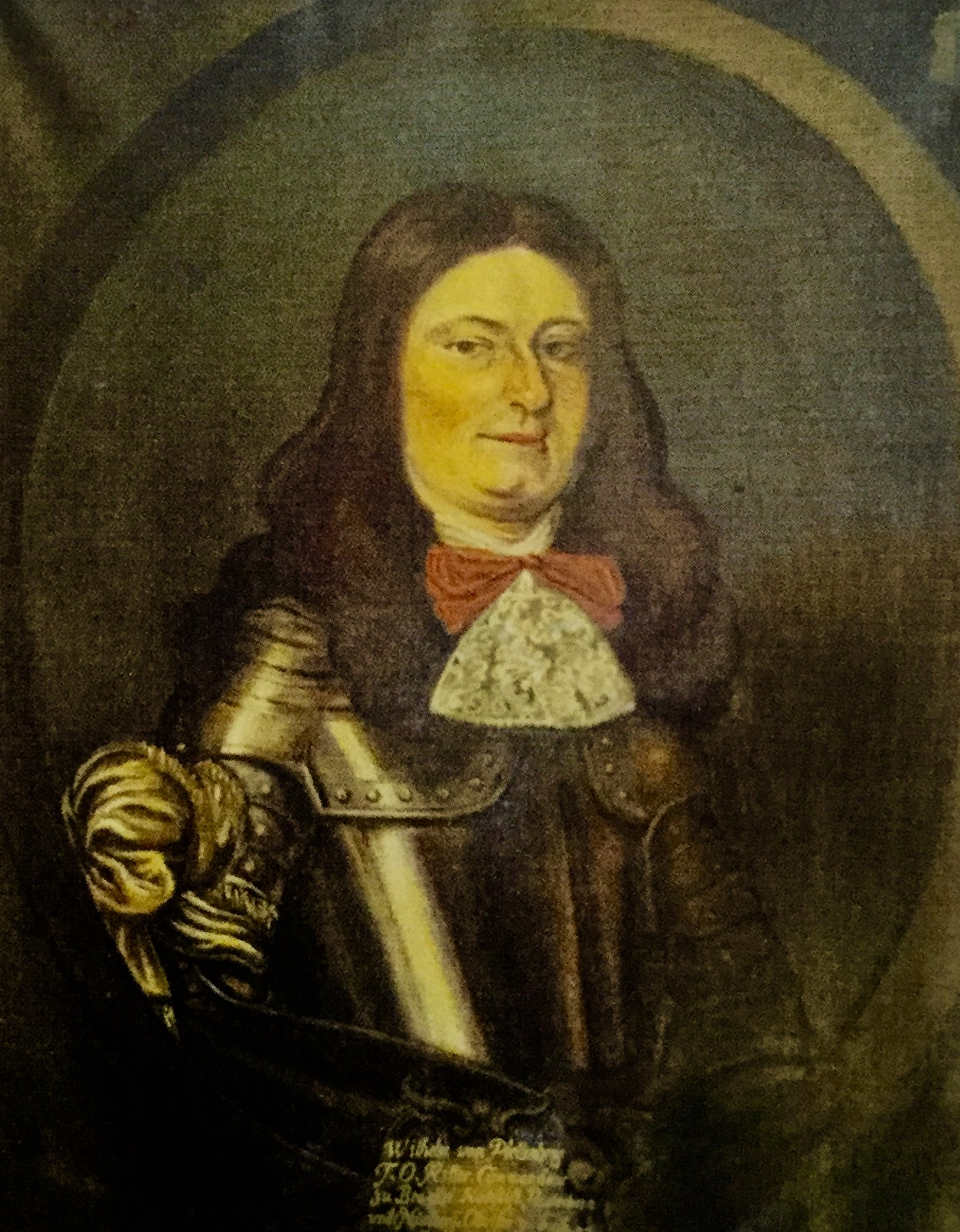
Wilhelm von Plettenberg-Lenhausen

Wilhelm von Plettenberg zu Lenhausen (* um 1652; † 2. Februar 1711) war Obrist und Landkomtur des Deutschen Ordens sowie Domherr zu Speyer.

## Familie
Wilhelm wuchs als Sohn des Bernhard von Plettenberg zu Lenhausen (1615–1679) und seiner Gemahlin Odilia von Fürstenberg zu Schnellenberg und Waterlappe (1617–1683) in einer der ältesten und bedeutendsten westfälischen Adelsfamilien auf. Seine Geschwister waren
- Friedrich Christian (1644–1706, Fürstbischof von Münster),
- Maria Ida, Stiftsdame zu Fröndenberg, ⚭ Johann Friedrich von Beverförde,
- Christian Dietrich (1647–1694, Domherr und Domscholaster in Hildesheim),
- Friedrich Mauritz (1648–1714, Domherr in Hildesheim und Münster),
- Ferdinand (1650–1712, Dompropst in Münster),
- Ursula Helene (1654–1720, ⚭ 1671 Franz Wilhelm von Galen),
- Johann Adolph von Plettenberg (1655–1696, kurkölnischer Kämmerer und Geheimrat) und
- Bernhard (1657–1708, Domkantor in Paderborn).

## Leben

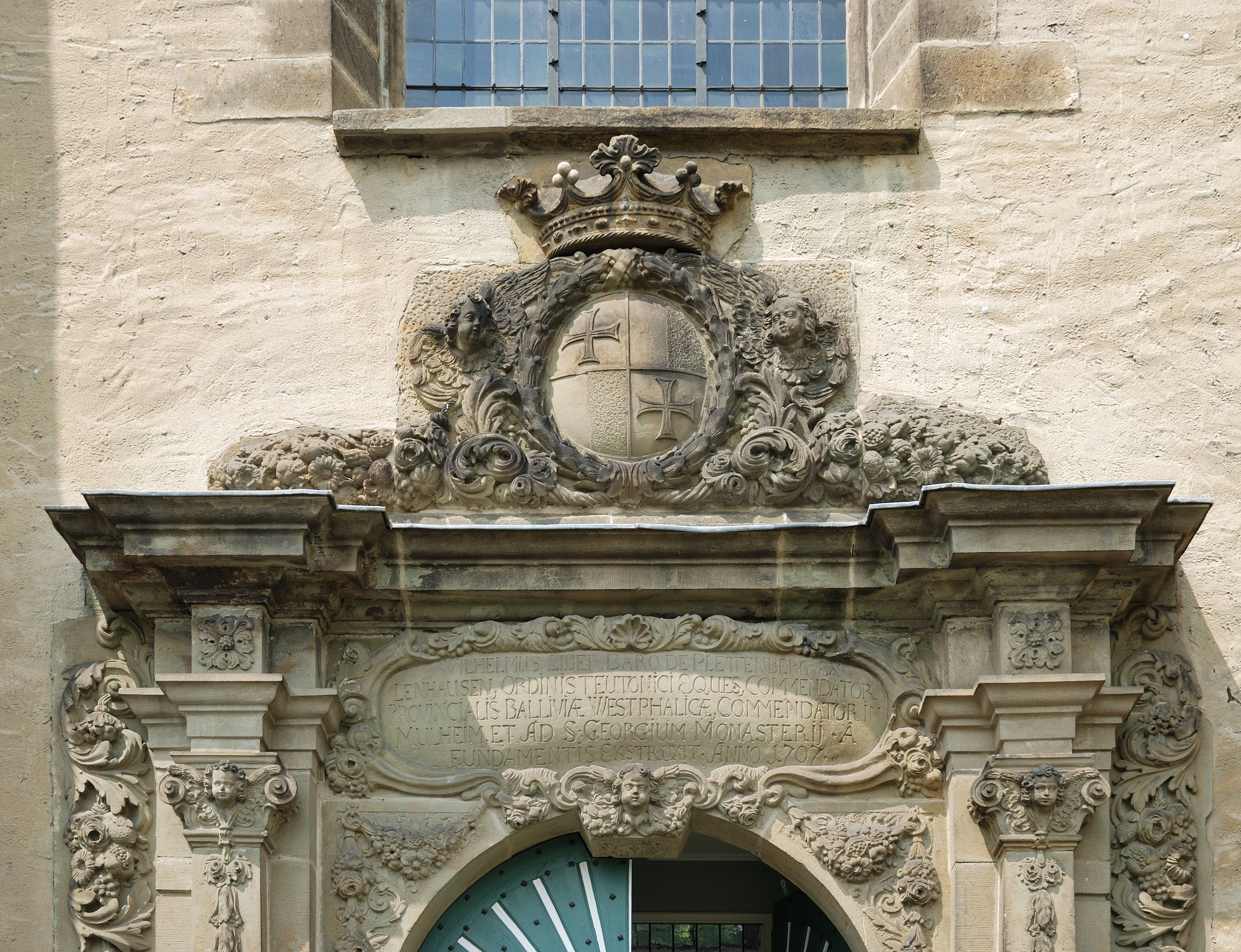
Inschrift und Wappen am Portal der St. Margaretha-Kirche in Sichtigvor

Plettenberg studierte bis 1665 an der Universität in Paderborn. Nach der Resignation seines Bruders Friedrich Christian von Plettenberg wurde er im selben Jahr Domherr in Speyer. Im Jahr 1674 war er als Ritter des Deutschen Ordens Komtur der Kommende Brackel. Anschließend war er von 1679 bis 1688 Komtur der Kommende Welheim. Außerdem war er Obrist eines Infanterieregiments im Dienst des Hochstifts Paderborn und des Hochstifts Münster.
Im Jahr 1688 wurde Plettenberg zum Statthalter des Deutschen Ordens in der Ballei Westfalen gewählt. Seit 1690 war er Landkomtur der Landkommende Mühlheim und nahm seinen Abschied als Obrist.
Während seiner Amtszeit als Landkomtur wurde in der Kommende Mülheim mit dem Bau der Kirche St. Margaretha begonnen, in der er auch bestattet wurde.
Nach ihm ist die Von-Plettenberg-Straße in Mülheim benannt.